# Magyar Nemzeti Vagyonkezelő Zrt.
A Magyar Nemzeti Vagyonkezelő Zrt. (MNV) 2007-ben az Állami Privatizációs és Vagyonkezelő Zrt. (ÁVP Zrt.) és a Kincstári Vagyoni Igazgatóság jogutódjaként jött létre a tartós állami tulajdonban maradó nemzeti vagyon megőrzésére és gyarapítására. Működésének alapja a 2011. évi CXCVI. törvény. 2023-ban 21 860 milliárd forint értékű állami vagyon felett gyakorolt tulajdonosi jogokat. Ebbe beletartozik nagyságrendileg 40 gazdasági társaság, 277 ezer tétel ingatlan és 16 millió állami tulajdonú ingóság pl. közúti járművek, hangszerek, képzőművészeti alkotások.
A Nemzetgazdasági Minisztérium háttérintézményeként feladatai a kormányzati irányelveknek és a hatályos jogszabályoknak megfelelően a stratégiai szemléletű, felelős vagyongazdálkodás, a portfólió-racionalizálás, a korszerű ingatlangazdálkodás, a nemzeti társaságok eredményességének növelése, valamint a nemzeti vagyon megőrzése és gyarapítása.

## Története
Az ÁPV Zrt.-t az állami vagyonról szóló 2007. évi CVI. törvény szüntette meg 2007. december 31. napjával, általános jogutódja a Magyar Nemzeti Vagyonkezelő Zrt. (MNV Zrt.) lett.
Az MNV Zrt. – jogelődjéhez, az ÁPV Zrt.-hez hasonlóan – megalakulásától kezdve a Budapest XIII. kerület, Pozsonyi út 56. szám alatt, a Magyar Alumíniumipari Tröszt egykori székházban működik.
Nagy Márton gazdaságfejlesztési miniszterként 2022. június 1. napjától dr. Lakner Zsuzsát nevezte ki a Magyar Nemzeti Vagyonkezelő Zrt. vezérigazgatójának, aki Rózsa Zsoltot váltotta a poszton.

## Ingatlanportfólió
Az MNV Zrt. felelős az állami vagyoni körbe tartozó ingatlanok, ingóságok, kulturális javak és ritka esetekben vagyoni értékű jogok kezeléséért. Ebbe a körbe nem csak lakó-, iroda-, gazdasági és ipari épületek tartoznak, hanem például barlangok, műemlékingatlanok és tavak is. A társaság mintegy 600 központi költségvetési szervvel és egyéb, nem központi költségvetési szervekhez tartozó vagyonkezelő partnerrel áll vagyonkezelői jogviszonyban. Feladatai közé tartozik a vagyonkezelésbe nem adott ingatlanok hasznosítása és közvetlen üzemeltetése, valamint a Kormány irányítása vagy felügyelete alatt álló központi költségvetési szervek ezen ingatlanokban történő elhelyezése. Ezen kívül felelős az állami vagyon értékesítéséért, ingyenes tulajdonba adásáért, a magyar állam mint szükségképpeni örökös feladatainak ellátásáért, valamint a vagyonelemek nyilvántartásáért.

## Társasági portfólió
Az állami tulajdonú társasági részesedések felett az államot megillető tulajdonosi jogokat és kötelezettségeket – amennyiben törvény vagy miniszteri rendelet eltérően nem rendelkezik – az MNV Zrt. gyakorolja tulajdonosi joggyakorlóként. A társaság közvetlenül kezeli a rábízott vagyonába tartozó gazdasági társaságokban fennálló részesedéseket, de lehetősége van arra is, hogy az államot megillető tulajdonosi jogok és kötelezettségek gyakorlását, törvényben meghatározott feltételekkel, szerződés alapján más szervezet részére átengedje.
Az MNV Zrt. társasági portfólióért felelős szakterületének fő feladata a rábízott vagyonába tartozó társasági részesedések hasznosításával, értékesítésével és kezelésével kapcsolatos vagyongazdálkodási tevékenységek ellátása. Ez magában foglalja a stratégiai tervek előkészítését, megvalósítását és nyomon követését, a tulajdonosi joggyakorlással összefüggő feladatok végrehajtását, valamint a társaságok gazdálkodásának figyelemmel kísérését.

## Elektronikus Aukciós Rendszer (EAR)
Az állami vagyonról szóló 2007. évi CVI. törvény 17.§ (1) bekezdés g) pontja alapján a Magyar Nemzeti Vagyonkezelő Zártkörűen működő Részvénytársaság elektronikus árverési rendszert működtet, a transzparenciát és a nyilvánosságot teljeskörűen biztosító Elektronikus Aukciós Rendszer (EAR) felületén, ahol a Magyar Állam tulajdonában álló, az állami feladatok ellátáshoz nem szükséges vagyontárgyakra (pl. ingatlanok, ingóságok, társasági részesedések) lehet licitálni. Az MNV Zrt. által működtetett és a világhálón, az Elekrtonikus Aukciós Rendszer (EAR) hivatalos oldalán elérhető felülethez Központi Azonosítási Ügynökön (KAÜ) történő regisztrációt követően az EAR felhasználási, valamint adatkezelési szabályzatában foglaltak elfogadásával egyidejűleg van lehetőség árverezőként csatlakozni. Az árverezés során az árverezők virtuális azonosítókkal szerepelnek, mely által biztosított anonimitásuk, illetve a részrehajlás elkerülése.